# プレミルクオーレ
プレミルクオーレ（伊: Premilcuore）は、イタリア共和国エミリア＝ロマーニャ州フォルリ＝チェゼーナ県にある、人口約700人の基礎自治体（コムーネ）。

## 地理

### 位置・広がり

#### 隣接コムーネ
隣接するコムーネは以下の通り。括弧内のFIはフィレンツェ県所属を示す。
- ガレアータ
- ポルティコ・エ・サン・ベネデット
- ロッカ・サン・カシャーノ
- サン・ゴデンツォ (FI)
- サンタ・ソフィーア

### 気候分類・地震分類
プレミルクオーレにおけるイタリアの気候分類 (it) および度日は、zona E, 2734 GGである。
また、イタリアの地震リスク階級 (it) では、zona 2 (sismicità media) に分類される。